# Snerlefamilien
Snerlefamilien (Convolvulaceae) er en stor familie med 57 slægter og mere end 1600 arter. Arterne har mælkehvid saft, og de er sædvanligvis slyngende, urteagtige planter. Bladene er spredtstillede og helrandede. Blomsterne er tragtformede og 5-tallige. Frugten kan være en kapsel, et bær eller en nød. Bladene og de stivelsesholdige rodknolde af nogle arter bruges som næringsmiddel (f.eks. Sød kartoffel).
Nogle arter bruges som markante haveplanter (f.eks. Pragtsnerle), mens andre er frygtede ukrudtsplanter (f.eks. Gærde-Snerle).
Her omtales kun de slægter, der er repræsenteret ved arter, som er vildtvoksende i Danmark, eller som dyrkes her.
| Slægter |

- Snerle (Calystegia)
- Snerle (Convolvulus)
- Silke-slægten (Cuscuta)
- Pragtsnerle (Ipomoea)